# رالی مونت کارلو ۲۰۲۵
رالی مونت کارلو ۲۰۲۵ (همچنین به عنوان نود و سومین رالی اتومبیلرانی مونت-کارلو نیز شناخته می‌شود) یک رویداد اتومبیل رانی برای خودروهای رالی بود که طی چهار روز از ۲۳ تا ۲۶ ژانویه ۲۰۲۵ برگزار شد. این رویداد نود و سومین دوره رالی مونت کارلو و دور افتتاحیه رالی قهرمانی جهان ۲۰۲۵، رالی قهرمانی جهان ۲ ۲۰۲۵ و رالی قهرمانی جهان ۳ ۲۰۲۵ بود. رویداد فصل ۲۰۲۵ در گپ، اوت آلپ، پروانس-آلپ-کوت دازور در فرانسه برگزار شد که شامل هجده مرحله ویژه بود که مجموع مسافت رقابتی ۳۴۳٫۸۰ کیلومتر (۲۱۳٫۶۳ مایل) را پوشش می‌داد.
یادداشت‌ها:
1. ↑  اگرچه این رویداد در فرانسه اجرا شد، اما فدراسیون بین‌المللی اتومبیل‌رانی فرانسه را کشور میزبان نمی‌داند.